# Федорівка (Сартанська селищна громада)
Фе́дорівка — село Сартанської селищної громади Маріупольського району Донецької області України. Населення становить 40 осіб.

## Географія
У селі бере початок річка Вербова. Відстань до Бойківського становить близько 33 км і проходить переважно автошляхом Т 0512.

## Населення
За даними перепису населення 2001 року у селі проживали 40 осіб.
Рідною мовою назвали:
| Мова       | Кількість осіб | Відсоток |
| ---------- | -------------- | -------- |
| російська  | 38             | 95,00 %  |
| українська | 1              | 2,50 %   |
| грецька    | 1              | 2,50 %   |

## Пам'ятки
- Братська могила[d] радянських воїнів Південного фронту;
- Курган «Могила Чорна[d]» (III тис. до н. е. — XIV ст.);